# Camil Zupanc
Jindrich Camil Zupanc, född 1 juli 1904 i Petrovaradin vid Novi Sad, död 11 september 1997 i Täby, var en svensk arkitekt. Han var far till Marianne Ahrne.
Zupanc avlade arkitektexamen vid tekniska högskolan i Stuttgart 1929, var stadsarkitekt i Prag 1929–1939, var anställd på privat arkitektkontor i Sverige 1939–1945, chefsarkitekt på AB Gavlegårdarnas arkitektkontor i Gävle 1945–1947 och bedrev egen arkitektverksamhet inom Ritstuga AB i Stockholm från 1947. Han var ledamot av Masaryk-akademiens sektion för stadsplanering.

## Verk
- Vallbacksgården, Gävle
- Bostadsanläggning samt disponent- och direktörsvilla för Sandvikens jernverk
- Bostadsanläggningar i Brynäs, Gävle, Själevads kommun, Kungsör och Torshälla
- Sjömanshem, Gävle
- Folkets park, Söderhamn
- Skola, pensionärshem och ålderdomshem, Själevad
- Folkets hus, Gullänget
- Bostadsanläggning och yrkesskola med elevhem, Klingsta park, Danderyd
- Mödrahem Eknäs, Boo
- Värtahemmet för Frälsningsarmén, Hjorthagen, Stockholm
- Kontorshus och tempel för Frälsningsarmén, Motala
- Sjukhem Norrby och Knivsta
- Vård- och arbetshem med personalbostäder, Upplands Väsby
- Annexsjukhus, Österhaninge
- Skola och församlingshem, Hässelby villastad